# Spider Webb (racerförare)
Travis "Spider" Webb, född 8 oktober 1910 i Joplin i Missouri, död 27 januari 1990 i McMinnville i Oregon, var en amerikansk racerförare.

## Racingkarriär
Webb tävlade i Indianapolis 500 och bland annat fyra lopp som ingick i formel 1-VM under 1950-talet. Han kom som bäst på tjugonde plats, vilket han gjorde i sitt debutlopp.
Han invaldes i National Sprint Car Hall of Fame 1997.

## F1-karriär
| Säsong | Stall/Tillverkare                          | Poäng | Placering |
| ------ | ------------------------------------------ | ----- | --------- |
| 1950   | R A Cott (Maserati-Offenhauser)            | 0     | –         |
| 1952   | Vincent Granatelli (Bromme-Offenhauser)    | 0     | –         |
| 1953   | 3-L Racing Team (Kurtis Kraft-Offenhauser) | 0     | –         |
| 1954   | Bruce Bromme (Bromme-Offenhauser)          | 0     | –         |